# ПФК ЦСКА (София) през сезон 1997/98
| Кръг                   | Среща / Резултат (полувреме) /Дата     | Стадион / Зрители              | Играчи (Смяна-Сменник) Треньор | Голмайстори от ЦСКА (Минута)                          |
| ---------------------- | -------------------------------------- | ------------------------------ | --- | ----------------------------------------------------- |
|                        | ЦСКА-Етър 5-1(3-1) 03.08.97 г.         | Българска Армия – 3000 зрители | Петко Петков, Адалберт Зафиров, Филип Филипов (60-Екрем Генч), Емил Кременлиев, Добромир Митов, Методи Деянов, Милен Петков, Анатоли Нанков, Бончо Генчев (67-Михаил Юмерски) Ивайло Андонов, Божо Джуркович (73-Стилиян Петров) ст. треньор: Георги Василев | Джуркович(6) Деянов(10) Андонов(15,50) Кременлиев(68) |
| 2                      | Славия-ЦСКА 2-3(1-2) 08.08.97 г.       | В.Левски 8000                  | П.Петков,Ад. Зафиров,Филипов, Кременлиев, Д.Митов, Лулчев, Г.Йорданов (48-Жабов) Нанков(89-Деянов)М.Петков,Андонов,Б.Джуркович(59-Д.Иванов)-Г.Василев. | Ад. Зафиров(23) Джуркович(31) Андонов(75)             |
| 3                      | ЦСКА-Спартак Пл. 5-0(2-0) 22.08.97 г.  | Б.Армия 3000                   | Ил. Василев,Ад. Зафиров,Филипов(83-Ст. Петров) Кременлиев,Д.Митов,И.Славчев,Г.Йорданов,Б.Генчев,М.Петков(74-Е.Генч)Андонов,Б.Джуркович (74-М.Деянов)—Г.Василев.                                                                                              | Филипов(22) М.Петков(25) Б.Генчев(71,82) Андонов(85)  |
| 4                      | ЦСКА-Литекс 1-1(0-0) 31.08.97 г.       | Б.Армия 10 000                 | Ил. Василев,Ад. Зафиров,Филипов,Кременлиев,Д.Митов,Лулчев(67-Деянов)Г.Йорданов(72-Е.Генч)Б.Генчев(55-Жабов)М.Петков,Андонов,Б.Джуркович.—Г.Василев. | Андонов(88)                                           |
| 5                      | Спартак Вн.-ЦСКА 2-1(0-0) 03.09.97 г.  | Спартак 15 000                 | Ил. Василев,Ад. Зафиров,Юмерски,Кременлиев(61-Е.Генч)Д.Митов,И.Славчев,Г.Йорданов(67-М.Деянов)Жабов,М.Петков,Андонов,Б.Джуркович(40-Д.Иванов)—Г.Василев. | Жабов(69)                                             |
| 6                      | ЦСКА-Локо Пд. 3-1(2-0) 13.09.97 г.     | Б.Армия 5000                   | П.Петков,Ад. Зафиров,Филипов(74-И.Славчев)Кременлиев,Д.Митов,Р.Милосавов(59-Ст. Петров)Г.Йорданов,Деянов,М.Петков(61-Б.Янков)Андонов,Жабов.—Г.Василев. | Д.Митов(5) Деянов(45) Жабов(49)                       |
| 7                      | Металург Пк.-ЦСКА 1-0(1-0) 20.09.97 г. | Металург 9000                  | П.Петков,Ад. Зафиров,Филипов,Кременлиев(54-Р.Милосавов)Д.Митов,И.Славчев,Г.Йорданов,Б.Джуркович(46-Деянов)М.Петков(71-М.Петров)Андонов,Жабов.—Г.Василев. |                                                       |
| 8                      | ЦСКА-Нефтохимик 3-0(0-0) 26.09.97 г.   | Б.Армия 12 000                 | П.Петков,Ад. Зафиров,Филипов,Кременлиев,Д.Митов,Лулчев(38-Б.Джуркович)Г.Йорданов,Деянов(85-Д.Иванов)М.Петков,Андонов,Жабов(77-И.Славчев)—Г.Василев. | Ад. Зафиров(53) Б.Джуркович(67) И.Славчев(83)         |
| 9                      | Велбъжд-ЦСКА 1-2(1-1) 05.10.97 г.      | Осогово 10 000                 | П.Петков,Ад. Зафиров,Филипов,Кременлиев,Д.Митов,Жабов,Г.Йорданов,Деянов(62-И-Славчев)М.Петков,Андонов(54-Б.Генчев)Б.Джуркович(53-Д.Иванов)—Г.Василев. | Г.Йорданов(28) Б.Генчев(90)                           |
| 10                     | ЦСКА-Левски 0-1(0-0) 24.10.97 г.       | В.Левски 22 000                | П.Петков,Ад. Зафиров,Филипов,Кременлиев,Д.Митов,И.Славчев,Г.Йорданов(84-Б.Джуркович)Жабов(86-М.Деянов)М.Петков,Андонов,Б.Генчев(62-Ат. Георгиев)—Г.Василев.                                                                                                  |                                                       |
| 11                     | Локо Сф.-ЦСКА 1-2(0-1) 29.10.97 г.     | В.Левски 1000                  | П.Петков,Юмерски(76-Лулчев)Филипов,А.Бачев,Д.Митов,И.Славчев,Г.Йорданов,Деянов(76-Жабов)М.Петков,Б.Генчев,Б.Джуркович(52-Ат. Георгиев)—Г.Василев. | А.Бачев(30) Б.Генчев(62)                              |
| 12                     | ЦСКА-Олимпик Тет. 5-0(2-0) 01.11.97 г. | Б.Армия 3000                   | П.Петков,Ад. Зафиров,Филипов(56-Б.Генчев)Кременлиев(79-Юмерски)Д.Митов,И.Славчев,Ат. Георгиев,М.Деянов,Жабов,Андонов,Е.Генч(51-А.Бачев) —Г.Василев. | Филипов(26) Жабов(32,74) И.Славчев(84) Андонов(85)    |
| 13                     | Добруджа-ЦСКА 1-1(1-0) 08.11.97 г.     | Луи Айер-Силистра 10 000       | П.Петков,Ад. Зафиров(46-А.Бачев)Филипов,Кременлиев,Д.Митов(66-Ат. Георгиев)И.Славчев,Г.Йорданов,Деянов,М.Петков,Андонов(66-Жабов)Б.Генчев.—Г.Василев. | Деянов(73)                                            |
| 14                     | ЦСКА-Ботев Пд. 3-0(1-0) 16.11.97 г.    | Б.Армия 5000                   | П.Петков,А.Бачев,М.Петков,Кременлиев(37-Юмерски)Д.Митов,И.Славчев,Г.Йорданов,Деянов,Жабов(58-Ат. Георгиев)Андонов,Б.Джуркович(58-Б.Генчев)—Г-Василев. | А.Бачев(2) Деянов(64) Андонов(70)                     |
| 15                     | Миньор-ЦСКА 2-2(0-0) 22.11.97 г.       | Миньор 8000                    | П.Петков,Ад. Зафиров,Филипов,Кременлиев,А.Бачев,И.Славчев,Г.Йорданов,Деянов(76-Д.Митов)М.Петков(82-Ат. Георгиев)Жабов(76-Андонов)Б.Генчев.—Г.Василев. | Б.Генчев(47) И.Славчев(50)                            |
| 16                     | Етър-ЦСКА 0-2(0-1) 21.02.98 г.         | Ивайло 10 000                  | Р.Станев,Кр. Чомаков,З.Радев,Кременлиев(50-Юмерски)Тр. Иванов,Лулчев,Е.Костадинов,Деянов,Жабов(85-Ст. Петров)Андонов(64-Б.Генчев)А.Бачев.—Г.Василев. | Костадинов(42-д.) Тр. Иванов(55)                      |
| 17                     | ЦСКА-Славия 1-1(1-0) 27.02.98 г.       | В.Левски 15 000                | Р.Станев,Чомаков,М.Петков,Кременлиев,Тр. Иванов,Лулчев,Костадинов,Деянов(57-Г.Йорданов)Жабов(80-З.Радев)Б.Генчев(61-Андонов)А.Бачев.—Г.Василев. | Б.Генчев(33)                                          |
| 18                     | Спартак Пл.-ЦСКА 0-3(0-1) 07.03.98 г.  | Слави Алексиев 22 000          | Р.Станев,Юмерски,М.Петков,Чомаков,Тр. Иванов,И.Славчев,Костадинов,Деянов(65-П.Петков)Б.Генчев(51-Б.Джуркович)Андонов(59-Жабов)Г.Йорданов.—Г.Василев. | Костадинов(11-д.) Б.Джуркович(73,84)                  |
| 19                     | Литекс-ЦСКА 2-0(2-0) 15.03.98 г.       | Ловеч 10 000                   | П.Петков,Чомаков,М.Петков,Кременлиев,А.Бачев(46-Б.Джуркович)И.Славчев,Костадинов(59-Андонов)Деянов(57-Ат. Георгиев)Жабов,Б.Генчев,Г.Йорданов.—П.Зехтински |                                                       |
| 20                     | ЦСКА-Спартак Вн. 2-1(2-1) 18.03.98 г.  | Б.Армия 6000                   | П.Петков,Юмерски,М.Петков,Чомаков,Тр. Иванов,Д.Митов(7-Б.Генчев)Костадинов,Деянов,Жабов,Андонов,Г.Йорданов(46-А.Бачев,73-Ст. Петров)—П.Зехтински. | Б.Генчев(34) Костадинов(40)                           |
| 21                     | Локо Пд.-ЦСКА 1-4(1-1) 21.03.98 г.     | Локомотив 22 000               | Р.Станев,Юмерски(85-М.Петров)М.Петков,Чомаков,Тр. Иванов,А.Бачев,Ат. Георгиев,Деянов,Жабов(68-Ив. Пасков)Андонов(78-Лулчев)Б.Генчев.—П.Зехтински. | Б.Генчев(35,52,81) Чомаков(67)                        |
| 22                     | ЦСКА-Металург Пк. 2-0(2-0) 29.03.98 г. | Б.Армия 18 000                 | Р.Станев,Юмерски,М.Петков,Чомаков,Тр. Иванов,А.Бачев,Костадинов,Стоичков(65-Андонов)Ат. Георгиев,Деянов(78-Ив. Пасков)Б.Генчев(39-Жабов)—П.Зехтински | Б.Генчев(14) А.Бачев(45)                              |
| 23                     | Нефтохимик-ЦСКА 1-3(1-2) 01.04.98 г.   | Лазур 30 000                   | Р.Станев,Кременлиев(63-Ив. Пасков)Юмерски,Чомаков,Тр. Иванов,А.Бачев,Костадинов(70-Андонов)Стоичков(52-Лулчев)Жабов,Деянов,Б.Генчев.—П.Зехтински. | Костадинов(5,25) Стоичков(48)                         |
| 24                     | ЦСКА-Велбъжд 3-1(2-1) 04.04.98 г.      | Б.Армия 10 000                 | П.Петков,Кременлиев,М.Петков,Ив. Пасков,Тр. Иванов(46-Г.Йорданов)А.Бачев,Ат. Георгиев(46-Лулчев)Стоичков(74-Жабов)Деянов,Андонов,Б.Генчев.—П.Зехтински. | Андонов(13,26) Б.Генчев(50)                           |
| 25                     | Левски-ЦСКА 3-3(2-2) 10.04.98 г.       | В.Левски 40 000                | Р.Станев,Кременлиев,Лулчев(46-Г.Йорданов)Чомаков,Тр. Иванов,А.Бачев,Костадинов(46-Андонов)Деянов,Жабов(72-Ив. Пасков)М.Петков,Б.Генчев.—П.Зехтински. | Б.Генчев(8,11) М.Петков(81-д.)                        |
| 26                     | ЦСКА-Локо Сф. 1-1(0-0) 18.04.98 г.     | В.Левски 5000                  | Р.Станев,Кременлиев(79-Юмерски)Ив. Пасков,Чомаков,А.Бачев(72-Лулчев)Ст. Петров,Б.Генчев,Стоичков,Деянов,Андонов(69-Р.Христов)Г.Йорданов.—П.Зехтински. | Г.Йорданов(57)                                        |
| 27                     | Олимпик Тет.-ЦСКА 0-0 25.04.98 г.      | Г.Бенковски 12 000             | Р.Станев,Кременлиев,М.Петков,Чомаков,Тр. Иванов,Юмерски(80-Г-Йорданов)Костадинов,Деянов(8-Ив. Пасков)Жабов(60-Андонов)Ст. Петров,Б.Генчев.—П.Зехтински. |                                                       |
| 28                     | ЦСКА-Добруджа 4-1(3-0) 29.04.98 г.     | Б.Армия 3500                   | Р.Станев,Юмерски(82-Р.Христов)М.Петков,Чомаков,А.Бачев,Ст. Петров,Костадинов,Ат. Георгиев(72-Ив. Пасков)Б.Генчев,Андонов(65-М.Петров)Г.Йорданов.—П.Зехтински.                                                                                                | Костадинов(4,45) Андонов(35) Б.Генчев(85)             |
| 29                     | Ботев Пд.—ЦСКА 3-1(1-1) 02.05.98 г.    | Хр. Ботев 35 000               | Р.Станев,Юмерски,М.Петков,Чомаков,А.Бачев,Ст. Петров(72-Андонов)Костадинов,Ат. Георгиев,Б.Генчев,Жабов(46-Лулчев)Г.Йорданов(54-Ив. Пасков)—П.Зехтински. | Ат. Георгиев(30)                                      |
| 30                     | ЦСКА-Миньор 5-0(2-0) 09.05.98 г.       | Б.Армия 6000                   | Р.Станев,Кременлиев,М.Петков(59-Ив. Пасков)Чомаков,Д.Митов,А.Бачев,М.Петров,Ст. Петров,Жабов,Андонов(64-Лулчев)Б.Генчев(60-Р.Христов)—П.Зехтински. | Б.Генчев(23,50) Жабов(43) Андонов(58) Р.Христов(62)   |
| Р.Б 1/16 Финал         | Родопа См.-ЦСКА 0-1(0-0) 12.11.97 г.   | Септември 9000                 | Ил. Василев,Юмерски,Лулчев,Кременлиев,А.Бачев,Ст. Петров(46-Деянов)Г.Йорданов,Ат. Георгиев(80-Р.Милосавов)М.Петков,Андонов,Б.Генчев(68-Е.Генч)—Г.Василев. | Андонов(65)                                           |
| Р.Б 1/8 Финал          | Ботев Пд.-ЦСКА 0-0 18.11.97 г.         | Хр. Ботев 5000                 | П.Петков,Ад. Зафиров,Филипов(58-И.Славчев)Лулчев,Д.Митов,Юмерски,Б.Генчев(67-М.Петков)Ат. Георгиев,Р.Милосавов(55-Жабов)А.Бачев,Б.Джуркович.—Г.Василев. |                                                       |
| Р.Б 1/8 Финал          | ЦСКА-Ботев Пд. 2-0(1-0) 29.11.97 г.    | Б.Армия 3500                   | П.Петков,Ад. Зафиров,Филипов,Кременлиев,А.Бачев(24-И.Славчев)Ат. Георгиев,Г.Йорданов(75-Е.Генч)Б.Генчев,М.Петков,Жабов,Б.Джуркович(54-Д.Митов)—Г.Василев. | Кременлиев(23) Жабов(72)                              |
| Р.Б 1/4 Финал          | Славия-ЦСКА 1-1(0-0)                   | Славия 14 000                  | П.Петков,Ад. Зафиров,Филипов,Кременлиев,Д.Митов,И.Славчев,Г.Йорданов,Деянов(89-Юмерски)М.Петков,Жабов,Б.Генчев(90-Ат. Георгиев)-Г.Василев. | Г.Йорданов(77)                                        |
| Р.Б 1/4 Финал          | ЦСКА-Славия 4-2(1-1)                   | Б.Армия 9000                   | П.Петков,Лулчев(66-Ат. Георгиев)М.Петков,Кременлиев,Д.Митов(21-З.Радев)И.Славчев,Г.Йорданов,Деянов,Жабов,Б.Генчев,Б.Джуркович(61-Е.Генч)—Г.Василев. | Б.Генчев(12,81,85) М.Петков(90)                       |
| Р.Б 1/2 Финал          | ЦСКА-Литекс 3-0 Служебно               |                                | |                                                       |
| Р.Б 1/2 Финал          | Литекс-ЦСКА 0-3 Служебно               |                                | |                                                       |
| Р.Б Финал              | ЦСКА-Левски 0-5(0-2) 13.05.98 г.       | В.Левски 50 000                | Р.Станев,Кременлиев,М.Петков,Чомаков,Д.Митов(55-Юмерски)А.Бачев,Костадинов,Ст. Петров(26-Ат. Георгиев)Жабов,Б.Генчев(52-Андонов)Г.Йорданов.—П.Зехтински. |                                                       |
| Шамп. Лига Предв. Кръг | Стяуа-ЦСКА 3-3(1-0) 23.07.97 г.        | Генча 10 000                   | П.Петков,Кременлиев,Филипов(63-Р.Милосавов)Лулчев,Д.Митов,И.Славчев(70-Б.Джуркович)Г.Йорданов,Нанков,М.Петков,Жабов(86-Деянов)Андонов.—Г.Василев. | Андонов(47) Нанков(49,67)                             |
| Шамп Лига Предв. Кръг  | ЦСКА-Стяуа 0-2(0-1) 30.07.97 г.        | Б.Армия 30 000                 | Ил. Василев,Кременлиев,Филипов,Лулчев,Д.Митов,И.Славчев,Г.Йорданов(53-Деянов)Андонов,М.Петков,Б.Джуркович(44-Жабов)Гал. Иванов(53-Д-Иванов)—Г.Василев. |                                                       |